# گروس نیندورف (شلسویگ-هولشتاین)
گروس نیندورف (شلسویگ-هولشتاین) (به آلمانی: Groß Niendorf) یک شهر در آلمان است که در زگه‌برگ واقع شده‌است. گروس نیندورف ۶۶۸ نفر جمعیت دارد.